# Изи-И
Ерик Лин Рајт (енгл. Eric Lynn Wright; Комптон, 7. септембар 1964 — Лос Анђелес, 26. март 1995), познатији под уметничким именом Изи-И (енгл. Eazy-E) је био амерички хип-хоп уметник. Рођен је као дете Ричарда (енгл. Richard) и Кети (енгл. Kathie) Рајт у Комптону у Калифорнији. Након што је избачен из 2. разреда средње школе, издржавао је себе првенствено продајући дрогу, пре него што је основао продуцентску кућу под именом Рутлес рекордс (енгл. Ruthless Records) и постао репер. Када су Др. Дре и Ајс Кјуб написали песму „Boyz-n-the-Hood“, Дре, Кјуб и Изи су основали N.W.A. 1988. године снимили су свој најконтроверзнији албум „Straight Outta Compton“. Група је снимила још два албума, пре него што се распала услед свађе између Изија и Дреа. 24. фебруара је примљен у болницу у Лос Анђелесу јер је мислио да болује од астме, али му је касније дијагностикована сида. 16. марта је јавност сазнала за његово стање, а он је због компликација преминуо десет дана касније.
Ерик Рајт је један од пионира реп музике, као и један од најутицајнијих и најпопуларнијих извођача тог жанра.

## Младост и инвестиција у Рутлес рекордс
Ерик Рајт је рођен 7. септембра 1964. године, као дете Ричарда и Кети Рајт, у Комптону, предграђу Лос Анђелеса озлоглашеном због банди и криминала. Његов отац је био запослен у пошти, а мајка као наставник у основној школи. Рајт је био избачен из средње школе у 2. разреду, али је касније ипак добио диплому.
Рајт се издржавао првенствено продајући дрогу. Његов пријатељ Џери Хелер (енгл. Jerry Heller) је признао да га је видео како продаје марихуану, али каже да га никад није видео да продаје кокаин.
У својој 23. години (1986), Рајт је наводно зарадио око 250.000 америчких долара од продаје дроге. Међутим, одлучио је да би могао да има бољи живот на хип-хоп сцени Лос Анђелеса, која је у то време стицала све већу популарност. Почео је са снимањем песама средином 1980—их година у гаражи својих родитеља.
Оригинална идеја за Рутлес рекордс створила се када је Рајт питао Хелера да уђе у посао са њим. Рајт је предложио да поделе власништво фирме по пола, међутим, Хелер је рекао „Узеђу 20 центи од сваког долара који дође до Рутлеса. То је стандард за менаџера мог калибра. Ја узимам 20, ти узимаш 80 процената. Ја сам одговоран за своје трошкове, ти си одговоран за своје. Ти си власник фирме. Ја радим за тебе“. Хелер тврди да је на почетку уложио 250.000 долара у Рутлес рекордс.

## Смрт
24. фебруара 1995, Рајт је примљен у болницу Cedars Sinai Medical Center у Лос Анђелесу јер је веровао да болује од астме. Уместо астме, дијагностикована му је сида. Своју болест је објавио јавности 16. марта. Изи је са сексуалним активностима почео у 12. години, што је резултовало не само фаталном болешћу, већ и са седморо деце које је имао са шест различитих жена. Умро је 26. марта 1995. око 18:35 (по пацифичком времену), услед „компликација изазваних сидом“, месец дана након што му је откривена ова болест. Током последње недеље живота, Изи је изгладио односе са Дреом и Снуп Догом и оставио последњу поруку својим обожаваоцима.
Сахрањен је у Rose Hills меморијалном парку у Витијеру у Калифорнији.
У новембру исте године, објављен је Изијев други и последњи албум под називом pp. 8 off tha Streetz of Muthaphukkin Compton. B.G. Knocc Out је у интервјуу тврдио да је Изи-И убијен.

## Дискографија
| Година | Назив албума |
| 1988   |              |
| 1992   |              |
| 1993   |              |
| 1995   |              |
| 2002   |              |

| Година | Назив албума |
| 1987   |              |
| 1988   |              |
| 1990   |              |
| 1991   |              |